# Saleh Rusheidat
Saleh Rusheidat (* 1. Januar 1946) ist ein jordanischer Politiker und Diplomat. Er war mehrfach Minister und zeitweise stellvertretender Premierminister Jordaniens.

## Leben
Er studierte ab 1971 in der DDR an der Universität Leipzig und promovierte dort 1975 im Bereich Bauingenieurwesen. Es schloss sich dann eine Tätigkeit als Ingenieur für Arabtec in verschiedenen Projekten an. Von 1976 bis 1979 war er als Projektleiter für Aramco beschäftigt. 1979/1980 war er als stellvertretender Direktor bei der Gründung des Queen Alia International Airport tätig. Von 1981 bis 1990 arbeitete er für die International Engineering Union. Im Jahr 1991 wurde er jordanischer Minister für Jugend. 1991 bis 1993 war er dann Vorsitzender des Nationalen Olympischen Komitee Jordaniens.
Von 1993 bis 1997 gehörte er dem 12. jordanischen Parlament an. 1994 wurde er jordanischer Minister für Wasser und Bewässerung. In dieser Zeit war er auch Mitglied im Nationalen Bildungsrat Jordaniens und von 1994 bis 1996 auch Vorsitzender des Board of Directors der Jordantalbehörde und Vorsitzender des Verwaltungsrates der Wasserbehörde. Im Jahr 1996 übernahm er das Amt des jordanischen Tourismusministers. 1996 und 1997 war er Verwaltungsratsvorsitzender der Behörde für Tourismusmarketing und der für die Region Petra zuständigen Behörde.
Von 1998 bis 2000 gehörte er dem Kuratorium der Mu'tah Universität an. Von 2000 bis 2009 war er Mitglied des Kuratoriums der Haschemitischen Universität. Außerdem war er Mitglied verschiedener Aufsichts- bzw. Verwaltungsräte, so von 1997 bis 2000 bei Jordan Arab Potash, von 1999 bis 2000 bei der Arab Potash, beim öffentlichen Verkehr, auch bei der Hedschasbahn und der Aqababahn. Er übernahm den Vorsitz der zivilen jordanischen Luftfahrtbehörde.
Im Jahr 2000 wurde er Verkehrsminister, Staatsminister für Kabinettsangelegenheiten und stellvertretender Premierminister.
2003 wurde er Botschafter Jordaniens in Deutschland. Zugleich war er auch in Schweden, Polen, Dänemark und Finnland akkreditiert. Diese Funktion hatte er bis 2005 inne.
2006 übernahm er das Amt des Vizepräsidenten der Sigma – Engineers Consultants.
Seit 2009 ist Saleh Rusheidat Mitglied des 23. jordanischen Senats. Er ist darüber hinaus Mitglied im Kuratorium der Universität von Jordanien und gehört einer jordanischen Menschenrechtsorganisation an. Rusheidat gehört auch dem jordanischen Ingenieursverband an. Darüber hinaus ist er Präsident der Deutsch-jordanischen Freundschaftsvereinigung.